# José Martins Freitas
José Martins Freitas (Golães, Fafe, 19 de setembre de 1951) és un ciclista portuguès, ja retirat, que fou professional entre 1971 i 1979. En el seu palmarès destaquen dues etapes de la Volta a Catalunya de 1974 i la Clàssica de Sabiñánigo de 1977.

## Palmarès
- 1971
  -  Campió de Portugal de ciclisme en ruta amateur
- 1974
  - 1r al Circuito Crestuma
  - 1r al Gran Premi de Porto
  - 1r al Gran Premi Guimar
  - 1r a la Volta a Madeira
  - Vencedor de 2 etapes de la Volta a Catalunya
  - Vencedor d'una etapa de la Volta a Mallorca
- 1975
  - 1r a la Vuelta a los Valles Mineros
  - 1r al Gran Premi Joalpi
- 1976
  - 1r a Viseu
  - Vencedor de la classificació de la muntanya de la Volta a Suïssa
- 1977
  - 1r a la Clàssica de Sabiñánigo
- 1980
  - Vencedor d'una etapa de la Volta a Portugal

### Resultats al Tour de França
- 1973. 33è de la classificació general
- 1976. 12è de la classificació general
- 1977. 17è de la classificació general
- 1978. 22è de la classificació general

### Resultats a la Volta a Espanya
- 1973. 38è de la classificació general
- 1974. Abandona
- 1975. 8è de la classificació general
- 1976. 15è de la classificació general
- 1978. 20è de la classificació general